# Harley-Davidson Milwaukee-Eight

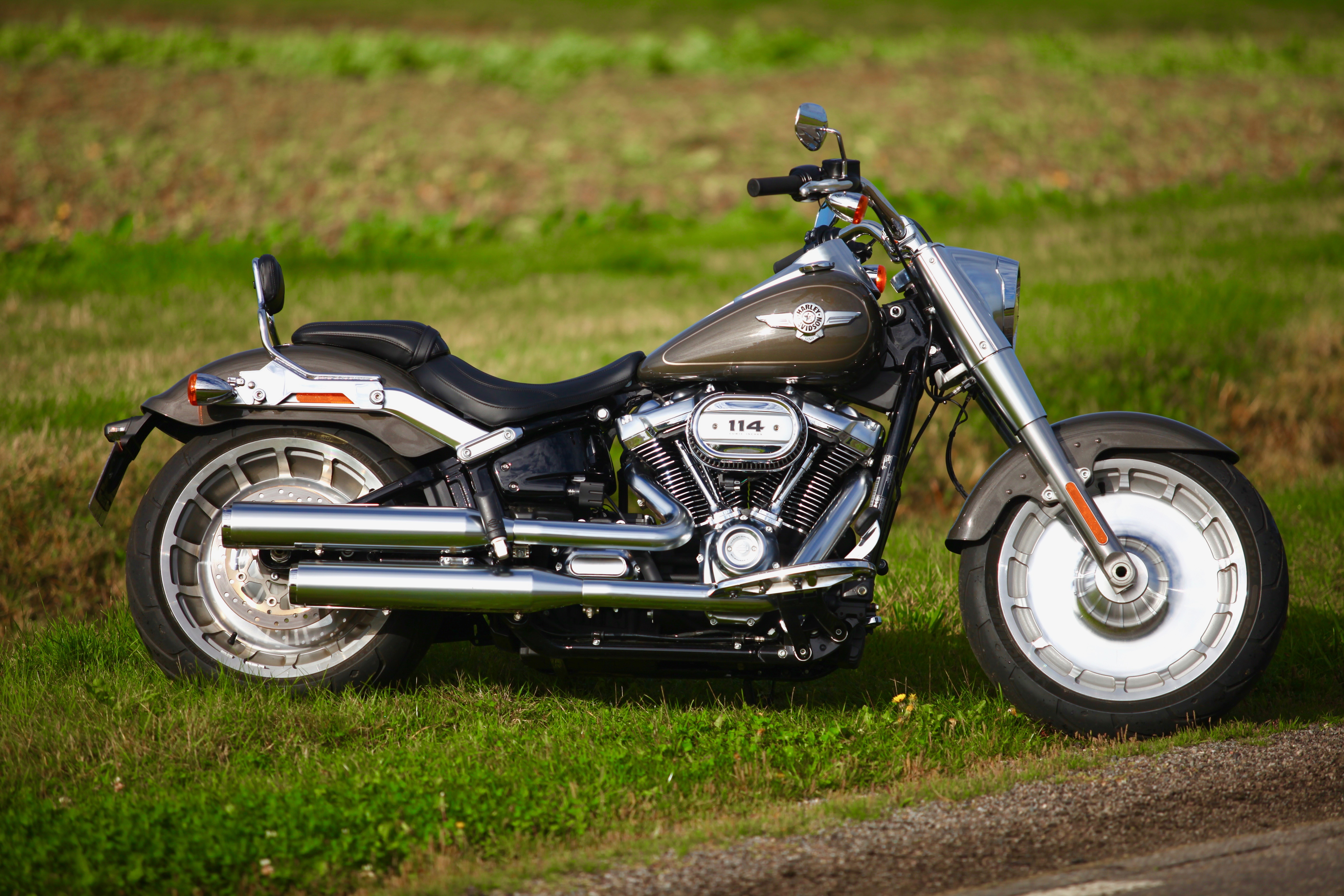
Harley Davidson Fat Boy de 2018, 1868 cm3.

Le Milwaukee-Eight de Harley-Davidson est la neuvième génération de moteurs big twin développés par la compagnie de Milwaukee et présenté en 2017. Cependant, c'est seulement le troisième Big Twin entièrement nouveau de la firme en 80 ans. Ce moteur diffère des moteurs Harley Big Twin traditionnels en ce qu'ils reçoit quatre soupapes par cylindre, soit un total de huit soupapes, d'où son nom. Il marque le retour à la configuration à simple arbre à cames identique à celle des précédents moteurs Big Twin Harley de 1936 à 1999. En outre, les moteurs sont tous équipés de contrepoids internes, tandis que les Twin Cams ne sont contrebalancés que sur les modèles Softail, où le moteur est monté de manière rigide.

## Moteurs 107, 114 et 117
Tous les moteurs sont des bicylindres en V à 45° équipés de huit soupapes, combinant refroidissement à air, liquide et à huile. Les soupapes sont actionnées par des poussoirs. Le modèle 1 770 cm3 (107) avec un couple annoncé de 146 à 152 N m est standard sur tous les modèles. La version 1 870 cm3 (114) à une valeur de couple annoncée de 161 N m et reste une option sur certains softails et sur tous les modèles de tourisme et les trike. La version 1 923 cm3 (117) est de série sur les modèles CVO avec un couple maxi annoncé de 169 N m, une puissance à la roue arrière de 105 ch (78 kW) à 4 870 tr/min et 153 N m à 3 400 tr/min,,.

## Différences par rapport à la version précédente (Twin Cam)
À compter de 2016, les moteurs Milwaukee-Eight ne sont disponibles que sur les modèles Touring et Trike de l'année modèle 2017. Le changement le plus important par rapport au Twin Cam concerne les deux soupapes supplémentaires par culasse, qui produisent 10 % de couple en plus. La capacité de débit d'échappement et d'admission est augmentée de 50 % par rapport aux modèles Twin Cam. Bien que pesant le même poids que son prédécesseur, les deux modèles du Milwaukee-Eight ont une accélération augmentée de 10 % (0-97 km/h pour le 107 par rapport au 103) et de 8 % (0-97 km/h pour le 114 par rapport au 110). L’économie en carburant est également améliorée, les pourcentages variant en fonction du moteur et du modèle.

## Améliorations
Harley a mené des entrevues dans sept villes et plus de mille personnes ont été invités à décrire ce qu'ils aimeraient voir dans la prochaine ligne de motos de tourisme. Ces entretiens ont abouti au nouveau moteur Milwaukee-Eight. Les plus grandes améliorations que les gens souhaitaient voir améliorées était la puissance, la chaleur et les vibrations. Harley a été en mesure d'augmenter la puissance tout en maintenant la plage d'utilisation et la consommation et dans certains cas en l'améliorant même. Afin de régler le problème de la chaleur, Harley a réduit la température des gaz d'échappement de 38 °C, permettant des balades plus confortables. Cela a pu être rendu possible en déplaçant les convertisseurs catalytiques chauds plus loin du cockpit et en introduisant un meilleur refroidissement liquide. Enfin, Harley a examiné les problèmes de vibrations et a décidé de les réduire de 75 % afin de créer une médiane parfaite entre les fans hardcore et les nouveaux propriétaires de Harley.

## Réception
Cycle World, comme de nombreux autres magazines de motocyclistes, a eu l’occasion de faire des essais de conduite et commenter le moteur Milwaukee-Eight. Les critiques ont été positives et font état d'une meilleure qualité de roulement tout en gardant l'ambiance Harley. Le reporter de Cycle World a signalé une réduction notable de la chaleur dégagée par le moteur, ce qui lui permettait de rouler plus confortablement. La revue conclut que les modifications apportées font de ce moteur une véritable amélioration par rapport à son prédécesseur.